# NGC 876
NGC 876 ist eine spiralförmige Radiogalaxie vom Hubble-Typ Sc im Sternbild Widder südlich der Ekliptik. Sie ist schätzungsweise 177 Millionen Lichtjahre von der Milchstraße entfernt und hat einen Durchmesser von etwa 145.000 Lichtjahren. Vom Sonnensystem aus entfernt sich die Galaxie mit einer errechneten Radialgeschwindigkeit von näherungsweise 3.900 Kilometern pro Sekunde. Sie bildet mit NGC 877 ein gravitativ gebundenes Galaxienpaar.
Gemeinsam mit acht weiteren Galaxien bildet sie die Lyons Groups of Galaxies LGG 53 um NGC 877.
Das Objekt wurde am 22. November 1854 vom irischen Astronomen R. J. Mitchell, einem Assistenten von William Parsons, mithilfe des Leviathan-Reflektors entdeckt.

## Galaktisches Umfeld

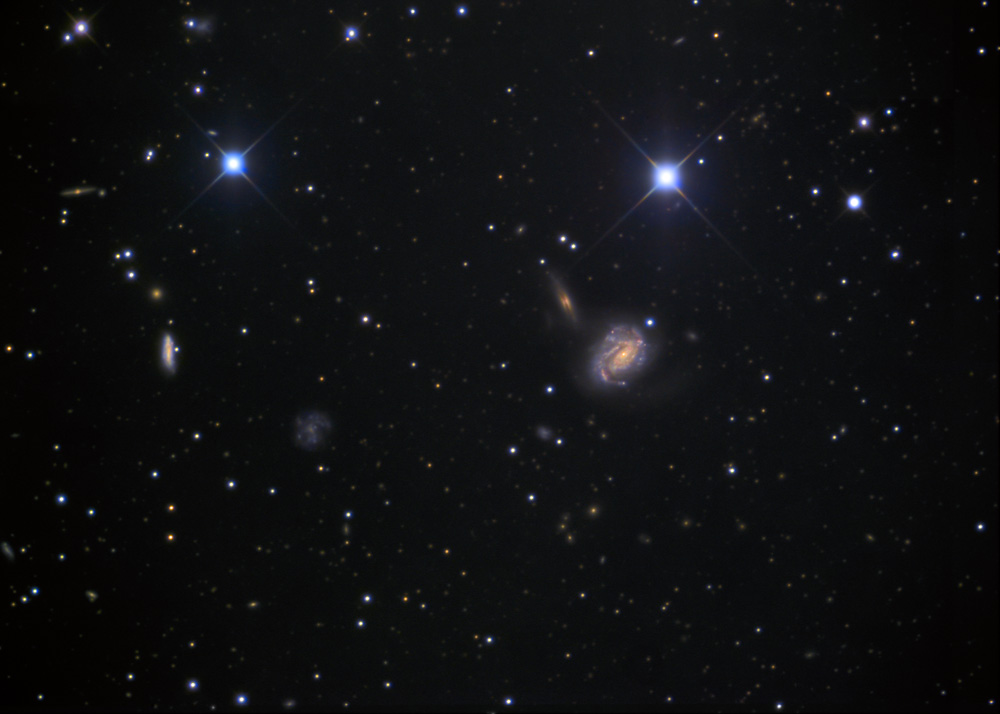
LEDA 90603, NGC 870, NGC 871, PGC 8739, NGC 876, NGC 877 und LEDA 212949

| Nr. | Galaxie          | Alternativname            | Rek          | Dek          | Distanz/asec |
| --- | ---------------- | ------------------------- | ------------ | ------------ | ------------ |
| →   | NGC 876          | LEDA/PGC 8770             | 02h17m53.31s | +14d31m16.6s | 0            |
| 1   | NGC 877          | LEDA/PGC 8775             | 02h17m59.64s | +14d32m38.6s | 121.92       |
| 2   | LEDA/PGC 212949  | WISEA J021751.39+143444.8 | 02h17m51.39s | +14d34m45.7s | 208.97       |
| 3   | LEDA/PGC 1462476 | 2MASX J02175691+1436438   | 02h17m56.89s | +14d36m43.6s | 328.98       |
| 4   | LEDA/PGC 8739    | UGC 1761                  | 02h17m26.32s | +14d34m48.7s | 446.47       |
| 5   | NGC 871          | LEDA/PGC 8722             | 02h17m10.73s | +14d32m52.2s | 625.58       |
| 6   | NGC 870          | LEDA/PGC 8721             | 02h17m09.22s | +14d31m23.2s | 640.39       |
| 7   | LEDA/PGC 90603   | 2MASX J02170047+1428471   | 02h17m00.47s | +14d28m47.0s | 782.25       |
| 8   | LEDA/PGC 1454490 | 2MASX J02174242+1417429   | 02h17m42.42s | +14d17m43.1s | 830.23       |
| 9   | LEDA/PGC 1463600 | 2MASX J02170309+1439161   | 02h17m03.11s | +14d39m16.1s | 873.10       |
| 10  | LEDA/PGC 1463102 | AGC 748849                | 02h16m53.6s  | +14d38m22s   | 956.95       |